# Escape (The Piña Colada Song)
«Escape (The Piña Colada Song)» es una canción escrita e interpretada por el cantautor y músico brito-estadounidense Rupert Holmes, perteneciente a su álbum Partners in Crime (1979). Como el sencillo principal del álbum, la canción fue recomendada por Billboard a las estaciones de radio el 17 de septiembre de 1979, llegando a las radios estadounidenses entre octubre y noviembre del mismo año. Al ganar notoriedad, la canción se convirtió en el último No. 1 de la década de 1970 en los Estados Unidos.
La canción ha sido utilizada en muchas películas y series, entre ellas Shrek, Wanted, Grown Ups, Guardianes de la Galaxia, Like Father y Better Call Saul.

## Contexto
La canción habla, en tres versos y tres estribillos, de un hombre que se aburre de su relación actual porque se ha vuelto rutinaria y desea algo de variedad. Un día, lee los anuncios personales en el periódico y ve uno que le llama la atención: una mujer que busca a un hombre que, entre otras cosillas, debe gustarle la piña colada (de ahí que sea conocida como "la canción de la piña colada"). Intrigado, saca un anuncio en respuesta y hace arreglos para encontrarse con la mujer "en un bar llamado O'Malley's", solo para descubrir en la reunión que la mujer es en realidad su pareja actual. La canción termina con una nota optimista, mostrando que los dos amantes se dieron cuenta de que tienen más en común de lo que habían sospechado y que solo tienen que buscar lo que comparten entre sí para encontrar lo que buscan en una relación.